# Malva aegyptia
Malva aegyptia, è una specie di pianta da fiore della famiglia delle Malvaceae. È originaria del Nordafrica, della Spagna, della Grecia e dell'Asia occidentale fino al Turkmenistan, ed è stata introdotta in Sud Africa. Con l'Althaea hirsuta è un progenitore dell'antico ibrido Malvalthaea transcaucasica.